# Кульчинов, Журумбай
Журумбай Кульчинов (каз. Жұрымбай Құлшынов; 1904 год, село Жем — 1974 год, село Каражар, Байганинский район, Актюбинская область, Казахская ССР) — заведующий конефермой колхоза «Теректы» Байганинского района Актюбинской области, Казахская ССР. Герой Социалистического Труда (1948). Мастер животноводства Казахской ССР (1957).
Родился в 1904 году в крестьянской семье в селе Жем (сегодня — Байганинский район). С раннего детства батрачил у богатых баев. В 1929 году во время коллективизации вступил в сельскохозяйственную артель «Курамыс». С 1937 года — коневод колхоза «Теректы» Байганинского района. Позднее был назначен заведующим коневодческой фермой в этом же колхозе.
В 1947 году на колхозной ферме было выращено 39 жеребят от 39 кобыл. Указом Президиума Верховного Совета СССР от 23 июля 1948 года «за получение высокой продуктивности животноводства в 1947 году при выполнении колхозом обязательных поставок сельскохозяйственных продуктов и плана развития животноводства» удостоен звания Героя Социалистического Труда с вручением ордена Ленина и золотой медали «Серп и Молот».
С 1966 года трудился коневодом в совхозе «Алтай» Байганинского района. В этом же году вырастил 114 жеребёнка от 144 кобыл.
После выхода на пенсию проживал в селе Каражар Байганинского района. Скончался в 1974 году.
Награды
- Герой Социалистического Труда
- Орден Ленина
- Медаль «За доблестный труд в Великой Отечественной войне 1941—1945 гг.»